# Roddie Edmonds
Roddie Edmonds (South Knoxville (Tennessee), 20 augustus 1919 – aldaar, 8 augustus 1985) was een Amerikaans legerofficier. Hij is een van de vijf Amerikanen die van het Israëlische holocaustcentrum Yad Vashem de eretitel Rechtvaardige onder de Volkeren ontving.

## Levensloop
Edmonds groeide op in een gezin met drie broers. Na de Amerikaanse inmenging in de Tweede Wereldoorlog ging Edmonds in militaire dienst. Hij arriveerde in december 1944 op het Europese vasteland, als onderdeel van de 106e Infanteriedivisie. Slechts vijf dagen na aankomst lanceerden de Duitsers het Ardennenoffensief. Op 19 december 1944 werd Edmonds daarbij krijgsgevangen gemaakt.
Edmonds werd in januari 1945 via een ander kamp overgebracht naar een krijgsgevangenkamp bij Ziegenhain in Duitsland. Als sergeant was hij de hoogste in rang in het kamp, waar bijna dertienhonderd Amerikaanse gevangenen werden vastgehouden. Op 27 januari 1945 liet de Duitse kampcommandant majoor Siegmann weten dat alle Amerikaanse militairen van Joodse afkomst zich moesten melden. In plaats daarvan gaf Edmonds opdracht dat alle Amerikanen zich buiten moesten verzamelen.
De Duitse commandant zette Edmonds een pistool op het hoofd en gaf hem de opdracht alle Joodse soldaten te identificeren. Edmonds' antwoord was: "Wij zijn allen Joden", en stelde dat Siegmann na de oorlog vervolgd zou worden wegens schending van de Conventies van Genève, die krijgsgevangenen slechts verplichte hun naam, rang en nummer op te geven. Siegmann zette zijn actie hierna niet door. Door Edmonds' optreden werden mogelijk de levens van zo'n tweehonderd Joods-Amerikaanse militairen gered.
Honderd dagen later werd het kamp bevrijd en keerde Edmonds naar huis terug, zonder het incident te noemen. Hij vocht daarna nog mee in de Koreaoorlog. Na Edmonds' dood in 1985 kreeg zijn zoon baptistenpredikant Chris diens dagboeken in bezit, die Edmonds in krijgsgevangenschap had bijgehouden. Chris Edmonds spoorde verschillende Joodse oud-collega's op die de gebeurtenis bevestigden. Onder hen was televisiepresentator Sonny Fox.
Het Israëlische holocaustcentrum Yad Vashem erkende Edmonds op 10 februari 2015 als een van de Rechtvaardige onder de Volkeren. De uitreiking aan zijn nabestaanden vond plaats op 27 januari 2016 op de Israëlische ambassade in Washington D.C. President Barack Obama prees Edmonds daar voor zijn optreden.
Chris Edmonds maakte zich hard voor een Medal of Freedom voor zijn vader. Het Amerikaanse leger stelde dat Edmonds krijgsgevangene was en er geen sprake was van een gevechtssituatie, waardoor hij niet in aanmerking kwam voor de onderscheiding. Op initiatief van senator Tim Kaine en senator Ben Cardin ontving Edmonds de Congressional Gold Medal.